# Пол Лепаж
Пол Річард Лепаж (англ. Paul Richard LePage; нар. 9 жовтня 1948, Льюїстон, Мен) — американський політик франко-канадського походження. Лепаж був мером Вотервіля з 2003 до 2011. Був губернатором штату Мен з 2011 до 2019 року. Член Республіканської партії.
Лепаж виріс у бідній родині і навчився швидко розмовляти французькою. В одинадцять років він втік з дому через побої і почав заробляти на життя. Потім здобув освіту й збудував кар'єру підприємця.